# Kluzov
Kluzov je západní část obce Haňovice v okrese Olomouc. V roce 2009 zde bylo evidováno 32 adres. V roce 2001 zde trvale žilo 82 obyvatel.
Kluzov leží v katastrálním území Haňovice o výměře 2,8 km2.

## Název
Na místě nebo v těsné blízkosti Kluzova stávala původně ves Dobrní, jejíž jméno bylo odvozeno od starého dobra - "vodnatá krajina". V 17. století bylo osídlení obnoveno pod jménem Klučov, které pochází od přídavného jména klučový, jehož základem bylo kluče - "vyklučené místo". Toto české jméno bylo do němčiny přejato jako Klusow a z něj zpětně do češtiny dnešní Kluzov. Hovorově se vesnici říkalo také Staré Brno, což vzniklo ze spojení staré Dobrní, v němž Dobrní bylo chápáno jako spojení do Brní a jeho druhá část byla přichýlena ke jménu Brna.

## Obyvatelstvo

### Struktura
Vývoj počtu obyvatel za celou obec i  za jeho jednotlivé části uvádí tabulka níže, ve které se zobrazuje i příslušnost jednotlivých částí k obci či následné odtržení. 
| Místní části   | Místní části | 1869 | 1880 | 1890 | 1900 | 1910 | 1921 | 1930 | 1950 | 1961 | 1970 | 1980 | 1991 | 2001 | 2011 |
| -------------- | ------------ | ---- | ---- | ---- | ---- | ---- | ---- | ---- | ---- | ---- | ---- | ---- | ---- | ---- | ---- |
| Počet obyvatel | část Kluzov  | 113  | 133  | 154  | 136  | 121  | 142  | 120  | 95   | 87   | 94   | 93   | 80   | 82   | 92   |
| Počet domů     | část Kluzov  | 22   | 25   | 26   | 26   | 26   | 26   | 26   | 26   | -    | 26   | 27   | 27   | 29   | 29   |